# Тургумбаєв Ерлан Заманбекович
Ерлан Заманбекович Тургумбаєв (каз. Тургумбаев Ерлан Заманбекұлы, нар. (14 серпня 1962 , Алмати )) — міністр внутрішніх справ Республіки Казахстан із 12 лютого 2019 року.

## Біографія
Народився в 1962 році в Алмати. Походить з роду шапирашти. Має вищу юридичну та вищу економічну освіту, вчений ступінь кандидата юридичних наук (2004).
Заслужений працівник Міністерства внутрішніх справ Республіки Казахстан.
Трудову діяльність розпочав у 1984 році з посади оперуповноваженого карного розшуку Відділу внутрішніх справ Саранського міськвиконкому Карагандинської області.
Із 1986 по 2000 роки займав різні посади в слідчо-оперативних підрозділах Алатауського і Калінінського РУВС — а також ГУВС міста Алмати.
Із 2000 року працював начальником Дев'ятого департаменту та Департаменту кримінальної поліції МВС Республіки Казахстан.
Із квітня 2003 року — начальник Департаменту внутрішніх справ Північно-Казахстанської області МВС Республіки Казахстан.
Із травня 2006 року — голова Слідчого комітету Міністерство внутрішніх справ Казахстану.
Із липня 2006 року — начальник Департаменту внутрішніх справ міста Алмати МВС Республіки Казахстан.
Із грудня 2012 року — заступник міністра внутрішніх справ Республіки Казахстан.
Із лютого 2019 року по теперішній час — міністр внутрішніх справ Республіки Казахстан.

## Нагороди
Повний кавалер ордена «Даңқ» І та ІІ ступеня, нагороджений орденом «Айбин» ІІ ступеня, знаком «Кайсар» І ступеня, медаллю «За внесок у розвиток Євразійського економічного союзу», ювілейними та відомчими медалями.